# Daniel Gráč
Daniel Gráč (15 de março de 1943 — 30 de janeiro de 2008) foi um ciclista olímpico tchecoslovaco. Representou sua nação nos Jogos Olímpicos de Verão de 1964, na prova de corrida individual em estrada.